# Eucithara vittata
Eucithara vittata é uma espécie de gastrópode do gênero Eucithara, pertencente à família Mangeliidae.